# André Prévost (tenista)
André Prévost (26 de marzo de 1880 - 15 de febrero de 1919) fue un jugador de tenis que compitió por Francia. Terminó segundo detrás de Paul Aymé en el caso de los sencillos del Campeonato Amateur de Francia en 1900. Prévost también compitió en los Juegos Olímpicos de París 1900, donde él y Georges de la Chapelle compartieron la medalla de bronce con Harold Mahony y Arthur Norris en el evento de dobles de los hombres. Su hija Hélène Prévost ganó la plata en individual femenino.